# Trarbacher Hühnerberg

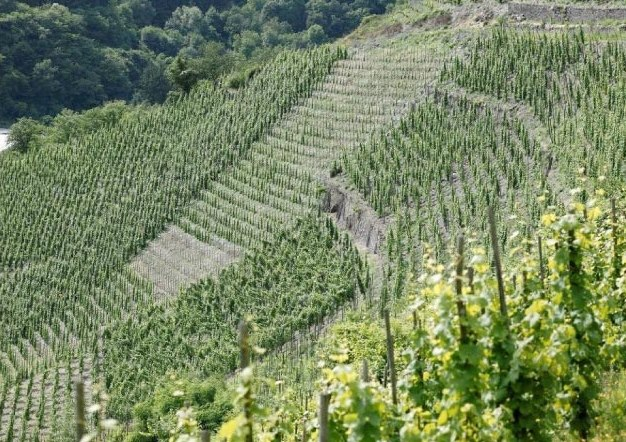
Der Trarbacher Hühnerberg mit halbrundem Aufbau.

Der Trarbacher Hühnerberg ist eine Weinlage der Stadt Traben-Trarbach. Der Weinberg umfasst ca. 4 ha Rebfläche und ist eine reine Steillage.

## Lage und Bodenbeschaffenheit
Die exakte Geographische Position des Trarbacher Hühnerbergs ist 49°55'59.00' ' N, 7°06'54.10' ' O und liegt ca. 130–170 m über NN. Somit liegt er in einem, auf dem Hunsrück liegenden, Seitental der Mosel, dem Kautenbachtal. Die Exposition des Weinbergs ist Südsüdost bis Südsüdwest. Folglich macht der Berg einen leichten Bogen.
Der Boden des Trarbacher Hühnerbergs ist humusreich und mit verwittertem Devonschiefer versetzt, des Weiteren sind einige Quellen vorzufinden.

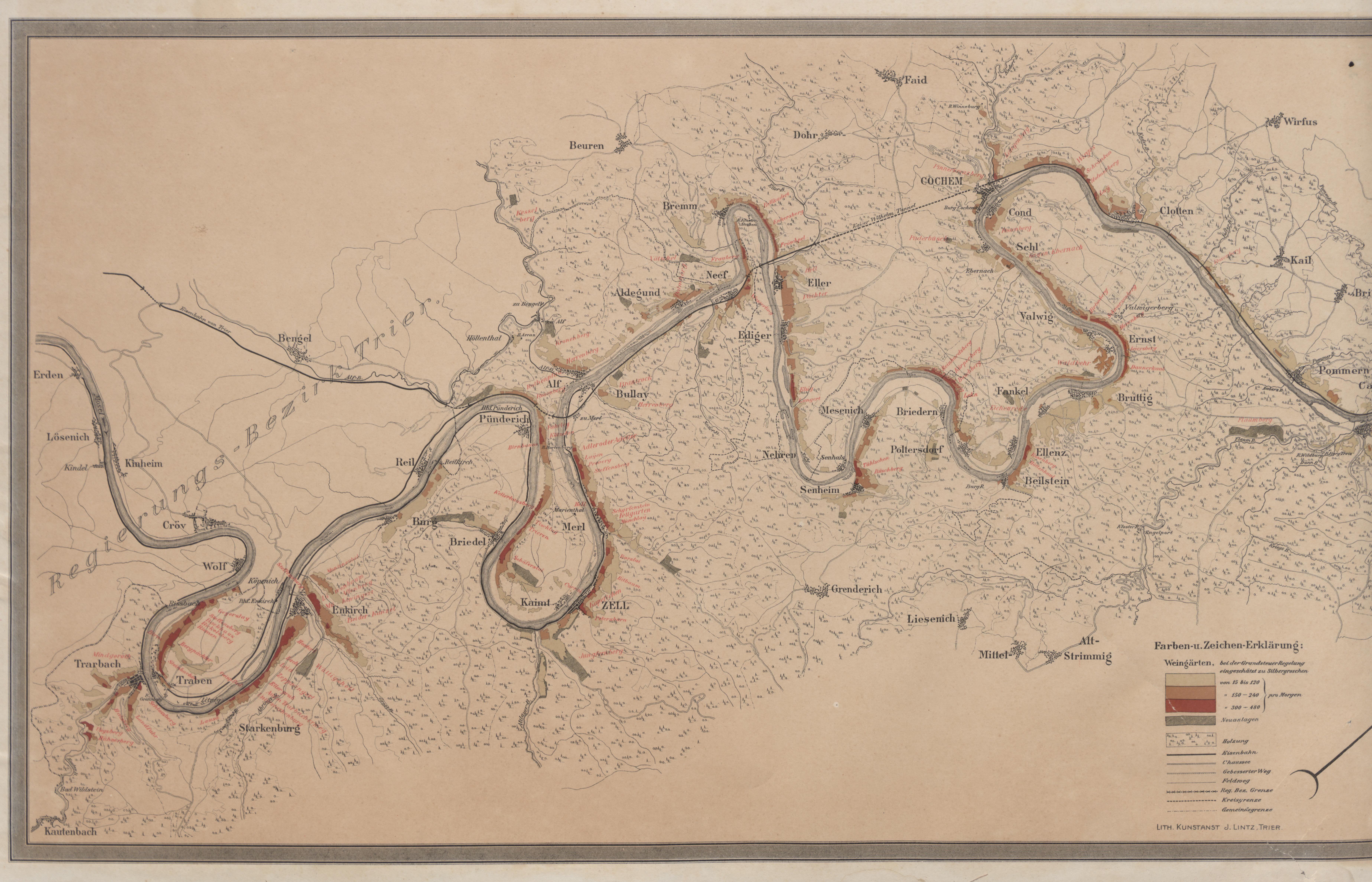
Mosel-Weinbau-Karte für den Regierungsbezirk Coblenz, 1897. Der Trarbacher Hühnerberg befindet sich auf der Karte unten links, nahe der Stadt Traben-Trarbach und der Gemeinde Bad Wildstein.

## Weinberg
Der Trarbacher Hühnerberg wird bereits 1897 als Renommierlage erwähnt. Dies liegt an der Exposition des Weinbergs, die theaterförmig in Richtung Südsüdwest bis Südsüdost zeigt und somit einer hohen Sonneneinstrahlung ausgesetzt ist, und zum anderen daran, dass ein moseltypischer Schieferboden vorzufinden ist. 
Da die Weinberge äußerst steil sind, wurden sie bereits im 19. Jahrhundert und Anfang des 20. Jahrhunderts terrassiert (massive Bruchschiefermauern wurden erbaut), um den Hang vor Erosion zu schützen, aber auch um den Weinberg optimaler zur Sonne hin auszurichten. Aufgrund der starken Hangneigung wurde der Weinberg ab den 1980er Jahren weitestgehend brachgelegt, da keinerlei Maschinen den Weinberg bebauen können. Daher sind die Flächen teilweise verwildert. Seit dem Jahr 2000 wird der Weinberg jedoch wieder von ortsansässigen Winzern sukzessiv rekultiviert.
Wichtigster Erzeuger ist das Weingut Martin Müllen.

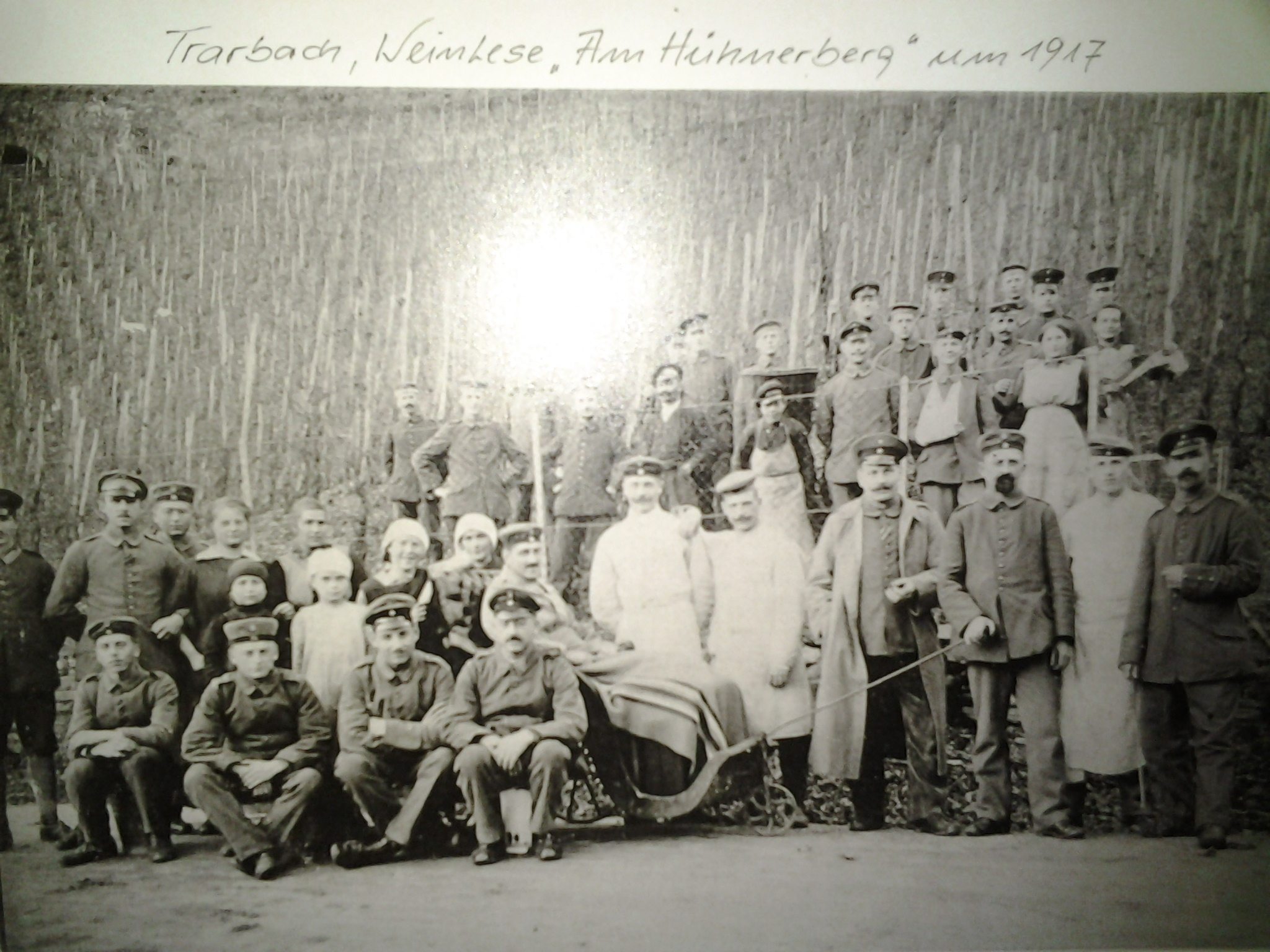
Weinlese im Trarbacher Hühnerberg um 1917